# Giuseppe Novellino
Giuseppe Novellino (San Paolo, 31 marzo 1959) è un ex calciatore e allenatore di calcio italiano, di ruolo attaccante.

## Biografia
Nato in Brasile da genitori irpini e rientrato in Italia in giovane età, è fratello minore del più celebre Walter, con cui assieme all'altro fratello Paolo ha iniziato la carriera calcistica nelle giovanili della Pomense.  È il padre delle calciatrici Donatella e Debora Novellino.

## Carriera

### Giocatore
Ha militato prevalentemente nelle serie minori italiane, con l'eccezione della stagione 1980-1981, nella quale ha disputato 6 incontri in Serie A con la maglia della Fiorentina (esordio in massima serie il 18 gennaio 1981, in occasione della sconfitta interna nel derby toscano con la Pistoiese).

### Allenatore
Novellino come allenatore ha guidato, fra Promozione e Prima Categoria le squadre di Pulsano, Fragagnano e San Giorgio. Dal gennaio 2017 è subentrato alla guida del Città di Massafra in Promozione.